# Széleslonka
Széleslonka (ukránul: Широкий Луг) település Ukrajnában, Kárpátalján, a Técsői járásban.

## Tekvése
Técsőtől északkeletre, Taracújfalu északi szomszédjában fekvő település.

## Története
Széleslonka neve 1638-ban tűnt fel először az oklevelekben, mint kenézi telepítésű falu. A falut a Dolhai család tagjai telepítették Brusztura és Tereselpatak falvakkal együtt valószínűleg 1605 és 1638 között, mivel neve ez idő előtt még nem szerepelt az oklevelekben.
A 17. század második felében a 3 falut a Dolhaiaktól a vidék ekkor legnagyobb birtokosa a Bölsei Budai család szerezte meg.
1910-ben 1571 lakosából 15 magyar, 161 német, 1393 ruszin volt. Ebből 1403 görögkatolikus, 160 izraelita volt. A trianoni békeszerződés előtt Máramaros vármegye Taracvizi járásához tartozott.